# Clorindo Testa
Clorindo Testa (Napoli, 10 dicembre 1923 – Buenos Aires, 11 aprile 2013) è stato un architetto, pittore e scultore italiano naturalizzato argentino.
Ha realizzato opere caratteristiche dell'architettura argentina come la Biblioteca nazionale di Argentina o della Banca di Londra a Buenos Aires; per quest'ultimo lavoro, riconosciuto per il suo carattere plastico e innovativo, è considerato tra i massimi esponenti del movimento brutalista in Sud America.

## Biografia
Clorindo Testa nasce nel 1923 a Napoli figlio di Giovannandrea, medico, originario di Ceppaloni (BN) ed emigrato in Argentina nel 1911.
Appassionato di navi, studiò per un breve periodo di tempo ingegneria elettromeccanica, con l'intenzione di accedere alla Scuola di Ingegneria Navale dell'Università di La Plata. Ma poi, quasi per caso, entra nella Scuola di Architettura presso l'Università di Buenos Aires.
Nel 1948 si laurea nella nuova Scuola di Architettura e Pianificazione alla fine del periodo del Razionalismo architettonico. Ha lavorato come disegnatore con il team Austral formata da Ferrari Hardoy, Vivanco e Antonio Bonet, che ha sviluppato il Piano di vigilanza città di Buenos Aires. Ha frequentato Ernesto Nathan Rogers.
Nel 1948 Testa viaggiò per tutta l'Europa allo scopo di consolidare la sua formazione intellettuale e professionale, influenzato dall'esempio di Le Corbusier.
Nel 1996 è professore straordinario presso l'Università di Buenos Aires.
Autore di numerosi progetti (condivisi prevalentemente con Antonio Rossi, Francisco Bullrich, Julio Lacarra, Juan Fontana) intesi come momento di sintesi di tematiche diverse (storia, figuratività, impiantistica, struttura, etc.).

## Architettura
Per Testa :
"la città non e un semplice ammasso di costruzioni ed elementi urbani funzionali ed esteticamente piacevoli, ma e essenzialmente uno spazio etico in cui ogni elemento evidenzia una stretta corrispondenza con le finalità che ne hanno determinato la realizzazione."
"Attraverso i filtri dell'ironia e le ragioni della costruzione si compie il viaggio architettonico di Clorindo Testa che ha saputo cogliere suoni, colori, fermenti della città trasmettendoceli non come un deposito di ricordi, ma come un patrimonio di esperienze lontane dai luoghi comuni della storia e della nostalgia. I progetti della banca di Londra del 1959, della Biblioteca Nazionale del 1962, del Centro della Recoleta del 1982, sono solo alcune delle opere realizzate a Buenos Aires. Presenze della città contemporanea evocano luoghi e mondi primordiali, fantasmi amerindi, ma si interrogano anche sulle figure del comporre, sui fondamenti della disciplina, sulle relazioni che intercorrono fra lo spazio urbano e le forme dell'architettura, fra la costruzione di un dispositivo architettonico e la natura della città.
Clorindo Testa è artista guidato da un personalissimo approccio figurativo ai temi dell'architettura e della città. Dai progetti per la grande Buenos Aires alle piccole case di vacanza sulle spiagge atlantiche, le architetture animate di Clorindo Testa rimandano a forme organiche primordiali e di fantasia, multiformi e coloratissime. Come se l'energia che pervade gli straordinari e imprevedibili spazi che ne derivano fosse attinta dalle più profonde e recondite origini della vita e della terra. Le figure dell'immaginario dell'architetto argentino prendono forma nell'architettura, nella pittura, nella scultura, narrando o evocando storie nel labirinto della città contemporanea."
La Facoltà di Architettura "Valle Giulia", Università di Roma La Sapienza, il 3 marzo 2003 ha conferito la laurea honoris causa in Architettura a Clorindo Testa.

## Pittura
Come pittore partecipa alla Biennale di Buenos Aires, e alle mostre personali di Punta del Este, Bruxelles, Córdoba, Madrid, Lima, Varsavia, Helsinki, Berlino, Londra, Parigi, Caracas, Città del Messico, Rio de Janeiro, Tokio, Dublino, Zagabria.
È Accademico Nazionale dell'Accademia di Buenos Aires dal 1993.
Le sue opere pittoriche sono apparati testuali che esprimono una creatività basata sulla ripetizione, sul rito e sul disegno. La serie dei quadri riferiti all'eruzione del Vesuvio, o gli innumerevoli autoritratti estoi vivo, estoi morto, estoi despierto, ecc. sono il risultato di una ricerca figurativa che va oltre la strumentalità del mezzo, e così come per il disegno d'architettura, esso diventa visione d'insieme.

## Opere di architettura

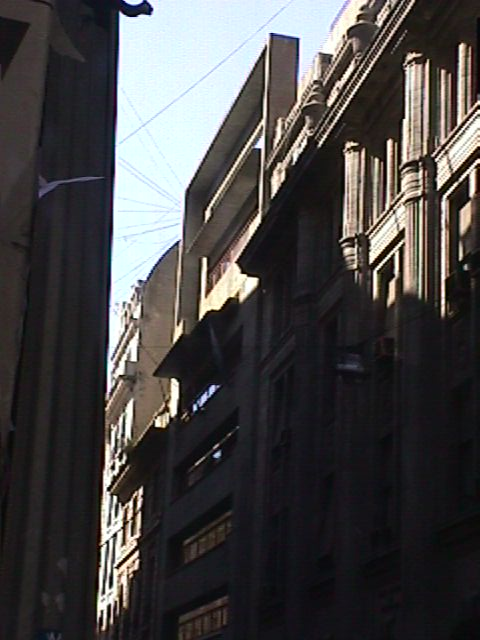
1979 - Banco Nacional de Desarrollo

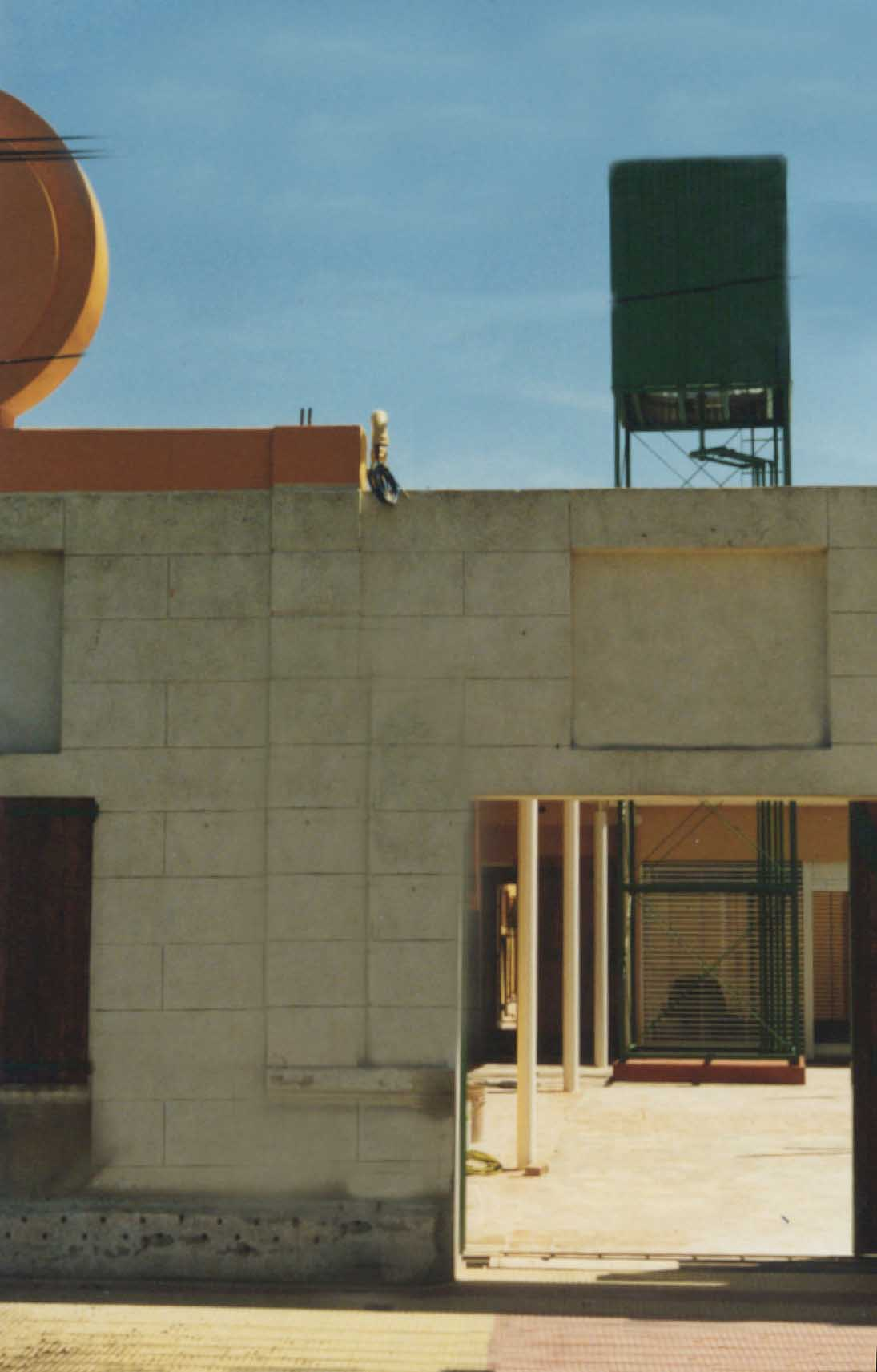
1999 - Casa en La Plata, ex-stud

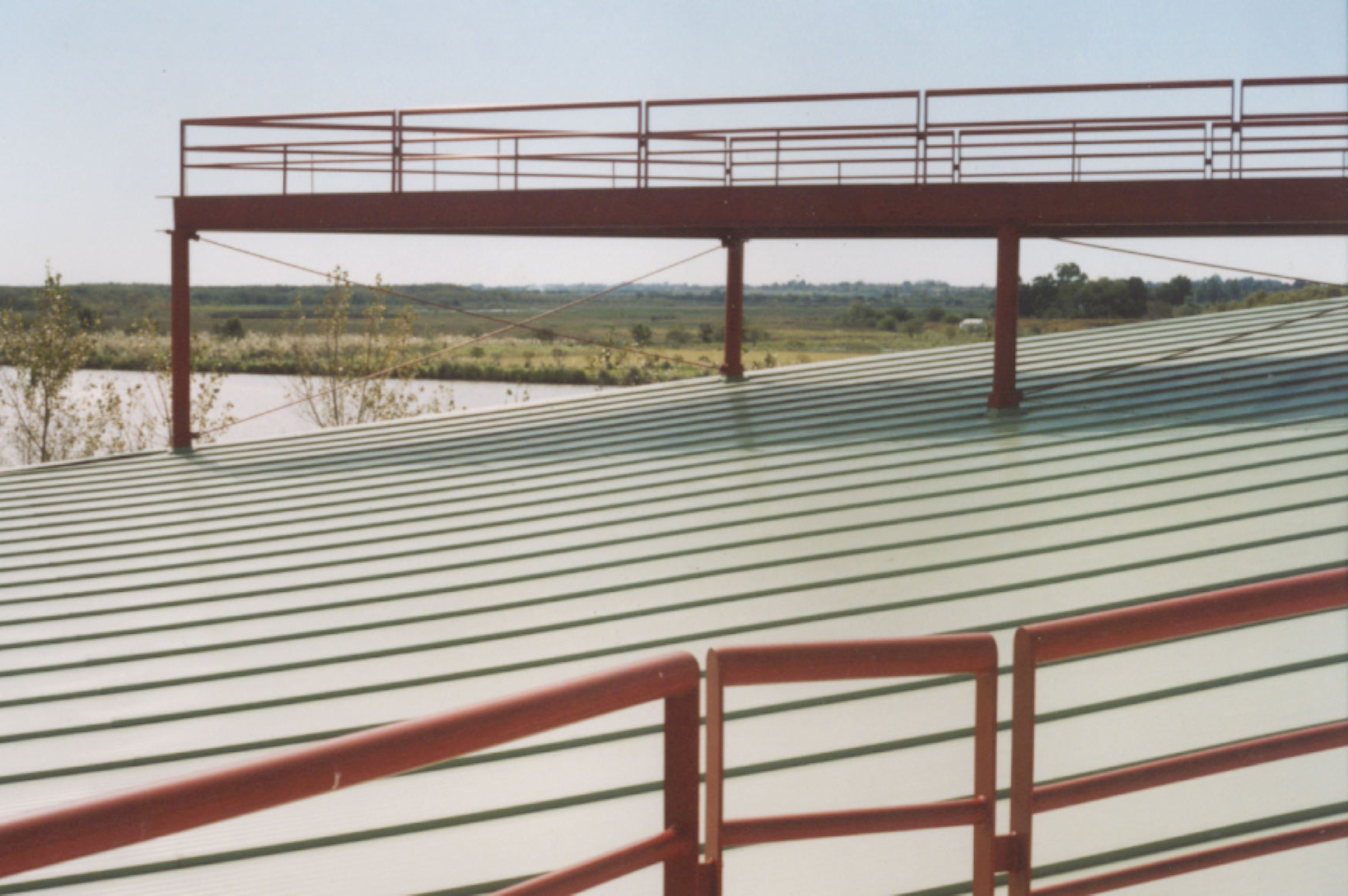
2002 - Campus en Pilar

### 1950-1959
- Cámara Argentina de la Construcción
- Centro Vacacional Municipalidad Córdoba
- Centro Cívico La Pampa, Casa De Gobierno Y Terminal
- Edificio Flota Fluvial del Estado

### 1960-1969
- Biblioteca Nacional de la República Argentina
- Instituto Di Tella
- Banca di Londra y Sudamerica
- Harrods local del Banco Londres
- Casa Michel Robirosa
- Fira Del Campo Madrid
- Casa Di Tella

### 1970-1979
- Hospital Italiano di Buenos Aires
- Escuela Oficiales De La Armada Argentina
- Museo Nacional Bellas Artes Montevideo, ampliación
- Ba.Na.De.
- Hospital Naval
- Casa Carabassa
- Centro Comercial Pinamar
- Centro Cívico La Pampa: Palacio Legislativo
- Banco Holandés Unido y Embajada de Holanda
- Departamentos Esmeralda 1366
- Country Club “Macabi”
- Edificio Calle Rodriguez Peña
- Conjunto Residencial Torres Castex
- Plaza Hotel
- Hospital de Abidjan
- Sanatorio Omint
- Casa Lacarra
- Casa Castiñeira

### 1980-1989
- Centro Cultural De La Ciudad De Buenos Aires
- Torres Castex 1 Etapa
- Aerolíneas Argentinas. Simulador De Vuelo
- Torres Castex 2 Etapa
- Centro Cívico Sta. Rosa ampliación
- Atelier Clorindo Testa
- Centro Comercial Paseo De La Recoleta
- Casa “Capotesta”
- Banco Nación Suc. Carlos Paz, Córdoba.
- Gimnasio Paseo Infanta
- Balneario La Perla
- Torres Castex 3ª Etapa
- Casa “La Tumbona”
- Local del I.C.I
- Restaurante Japonés Paseo Infanta
- Casa En Country Club San Diego

### 1990-1999
- Plaza Del Pilar- Bs. As. Design Center
- Casa en Martínez
- Locar para Interior Forma
- Auditorio Templo S.G.I.A.R.
- Caritas Guarderías y Escuelas Prototipo
- Stand Feria Libro
- Casa Verde
- Galeria Arte Altera
- Casa en barrio River Oaks- Maschwitz

### 2000-2009
- Casa en Stud en La Plata
- Departamento Di Tella
- Universidad Di Tella
- Hospital Quilmes
- Campus Universidad del Salvador, Auditorio
- Campus Universidad de San Luis
- C. C. Fundación Konex
- biblioteca Gobernación de La Pampa.